# Adriano Tomasi
Adriano Tomasi Travaglia OFM (ur. 1 listopada 1939 w Gardolo di Mezzo-Meano) – włoski duchowny rzymskokatolicki posługujący w Peru, w latach 2002-2019 biskup pomocniczy Limy.

## Życiorys
Święcenia kapłańskie otrzymał 28 czerwca 1964 w zakonie franciszkanów. Po roku studiów w kraju został wysłany do Hongkongu, zaś w 1968 przybył do Peru i podjął pracę w chińskim Kolegium Jana XXIII działającym w stolicy. Pełnił w nim funkcje m.in. wicerektora, rektora oraz promotora.

### Episkopat
16 lutego 2002 został mianowany biskupem pomocniczym archidiecezji Lima ze stolicą tytularną Obbi. Sakry biskupiej udzielił mu 7 kwietnia tegoż roku kardynał Juan Luis Cipriani Thorne.
13 kwietnia 2019 papież Franciszek przyjął jego rezygnacje z zajmowanego stanowiska. 